# Wendell Wyatt
Wendell Wyatt (* 15. Juni 1917 in Eugene, Oregon; † 28. Januar 2009 in Portland, Oregon) war ein US-amerikanischer Politiker.
Wyatt studierte an der University of Oregon in Eugene und erlangte 1941 seinen Bachelor of Laws (LL.B.). Während des Zweiten Weltkrieges diente er von 1942 bis 1946 als Pilot im United States Marine Corps. Nach dem Krieg zog Wyatt nach Astoria und arbeitete als Anwalt in der Kanzlei des ehemaligen Gouverneurs Albin Walter Norblad. Von 1955 bis 1957 war Wyatt Vorsitzender des Oregon State Republican Central Committee.
1964 wurde er in einer Sonderwahl in den Kongress gewählt, um im Repräsentantenhaus den vakanten Sitz des verstorbenen Walter Norblad, Sohn von Albin Walter Norblad, neu zu besetzen. Wyatt vertrat dort seinen Bundesstaat vom 3. November 1964 bis zum 3. Januar 1975. Bei den Wahlen 1974 verzichtete er auf eine erneute Kandidatur. In der Folgezeit blieb er in der Republikanischen Partei aktiv und wurde Partner in der Anwaltskanzlei Schwabe Williamson & Wyatt.